# Нагди, Али-Асгар
Али-Асгар Нагди (перс. علی اصغر نقدی‎) в качестве министра обороны в правительствах Хосейна Ала,  Мохаммеда Мосаддыка, Джафара Шарифа-Эмами, Али Амини и Асадоллы Алама.

## Ранние годы
После завершения среднего образования в семинариях школ Каджар и Дар аль-Фонун он поступил в школу Казахханэ и прошел курс. Он дослужился до офицерского звания, часто участвовал во внутренних конфликтах и проявлял большое мужество. Поэтому он быстро получил свои звания и дослужился до звания полковника, и он был очень близок с Реза-ханом, и он был компаньоном в путешествии и обслуживании. В 1912 году он был отправлен армией в Европу. Он вернулся в Иран и командовал несколькими пехотными полками. В 1931 году он командовал Хузестанской бригадой, а после этого был командиром нескольких бригад в Тегеране.

## Министр обороны
Он стал генерал-лейтенантом в апреле 1951 года и был представлен в качестве военного министра в кабинете Хоссейна Ала. В первом кабинете Мохаммад Мосаддык был также военным министром; Но он продержался недолго и вышел на пенсию. Когда была создана Императорская инспекция, он был избран заместителем губернатора. В 1960 году при перестановках в кабинете Джафара Шарифа-Эмами он вернулся в военное министерство, а во времена премьер-министра и Али Амини еще был военным министром, а в первом кабинете Асадоллы Алама, он отвечал за военного министра; Однако он заменил своего заместителя при перестановках в кабинете министров и ушел в отставк, умер в 1966 году.